# Gabriel I Henckel von Donnersmarck
Gabriel I Henckel von Donnersmarck (ur. 1609 w Wiedniu, zm. 14 października 1666) – baron i hrabia cesarstwa, pan Bytomia.

## Życiorys
Urodził się w 1609 w Wiedniu. Był drugim synem Łazarza II i jego pierwszej żony Marii Jakuby von Bayr (Payr). Był żonaty z baronówną Sydonia von Sunegh.
Rządy na ziemi bytomskiej sprawował z młodszym bratem Jerzym Fryderykiem jeszcze za życia ojca. 21 lipca 1650 wspólnie wydali zalecenie bytomianom, aby uczcili fakt zakończenia wojny trzydziestoletniej biciem w dzwony i uroczystą mszą św. Trzy lata później uznając za zbyt łagodny wyrok ławy bytomskiej wobec kobiety uznanej za czarownice, nakazał ponownie rozpatrzyć sprawę. Oskarżona została skazana na wygnanie z miasta. W 1655 r. był adresatem pisma Urzędu Zwierzchniego w sprawie wprowadzenia rejestru osób pochodzenia żydowskiego. Pomimo wprowadzanych restrykcji antyżydowskich 23 kwietnia 1656, polecił bytomskiemu burmistrzowi udzielić pomocy Żydowi Moisesowi. W 1657 r. nakazał aby wydawane rozporządzenia po niemiecku tłumaczono na język polski.
Został pochowany w krypcie kaplicy zamkowej pw. św. Michała Archanioła na Zamku Orawskim.